# Tolar
Ta članek opisuje stari kovanec tolar. Za nekdanjo slovensko valuto glej slovenski tolar.
Tolar je dobil svoje ime po srebrnem kovancu, skovanem prvič na Češkem leta 1518. Ime tolar (nemško Thaler) je prišlo iz srebrnih kovancev goldengrošev (veliki goldinar, sicer srebrn, vendar enake vrednosti kot zlati goldinar). Rudnik srebra se je nahajal v današnji Češki v kraju Jáchymov (češko) oziroma Joachimsthal (nemško,  kjer thal pomeni »dolina«, torej dolina Sv. Joahima). Na kovancih je bil naslikan krajevni zavetnik  Sveti Jožef, ženin Device Marije. Kovanec se je imenoval Joachimsthaler (približno prevedeno izdelek doline svetega Joahima); pozneje se je ime skrčilo na Thaler, nato Taler in kot tako prešlo v večino evropskih jezikov (češko in slovensko tolar, rusko in belorusko taler, madžarsko tallér, švedsko in norveško daler, špansko talero, italijansko tallero, portugalsko taler, angleško dollar).
Tolar je bil zelo priljubljen po vsej srednjeveški Evropi; skovani in v splošni rabi so bili ekvivalenti kovanci kot sta peso in krona. V Angliji so za tolar poznali izraz dollar 200 let pred uvedbo ameriškega dolarja.
V zgodnjem 17. stoletju so tolar uvedli na Švedskem pod imenom daler. Daler je bil v obtoku do leta 1873, ko je bil zamenjan s krono, novo valuto, ki jo je uvedla Skandinavska monetarna unija.